# Roger Guenveur Smith
Roger Guenveur Smith (Berkeley, 27 de julio de 1955) es un actor y cineasta estadounidense, reconocido principalmente por sus colaboraciones con Spike Lee, apareciendo en casi una decena de producciones cinematográficas del director. Inició su carrera a finales de la década de 1980 interpretando el papel de Yoda en el filme School Daze.

## Filmografía

### Cine y televisión
| Año  | Título                              | Papel                  | Notas           |
| ---- | ----------------------------------- | ---------------------- | --------------- |
| 1988 | School Daze                         | Yoda                   |                 |
| 1989 | Do the Right Thing                  | Smiley                 |                 |
| 1990 | King of New York                    | Tanner                 |                 |
| 1992 | Deep Cover                          | Eddie                  |                 |
| 1992 | Malcolm X                           | Rudy                   |                 |
| 1993 | Poetic Justice                      | Heywood                |                 |
| 1995 | Panther                             | Pruitt                 |                 |
| 1995 | Tales from the Hood                 | Rhodie                 |                 |
| 1996 | Get on the Bus                      | Gary                   |                 |
| 1997 | Eve's Bayou                         | Lenny Mereaux          |                 |
| 1998 | He Got Game                         | Big Time Willie        |                 |
| 1999 | Summer of Sam                       | Detective Curt Atwater |                 |
| 1999 | Facade                              | Henson                 |                 |
| 2000 | Final Destination                   | Agente Schreck         |                 |
| 2001 | A Huey P. Newton Story              | Huey P. Newton         | Telefilme       |
| 2002 | All About the Benjamins             | Julian Ramose          |                 |
| 2003 | Shade                               | Marlo                  |                 |
| 2004 | Justice                             | Carter                 |                 |
| 2004 | Joy Road                            | Charles Blocker        |                 |
| 2006 | Fatwa                               | Samir Al-Faied         |                 |
| 2006 | Mercenary for Justice               | Anthony Chapel         | Directo a video |
| 2006 | Confessions                         | Padre Jeffrey          |                 |
| 2006 | God's Waiting List                  | Solomon Corbin         |                 |
| 2007 | Fist of the Warrior                 | Det. Craig Barnes      |                 |
| 2007 | I Believe in America                | Cesar                  |                 |
| 2007 | The Take                            | Dr. Phineas            |                 |
| 2007 | American Gangster                   | Nate                   |                 |
| 2007 | Cover                               | Kevin Wilson           |                 |
| 2009 | Fighting                            | Jack Dancing           |                 |
| 2009 | The Rothstein Diamond               | Walter                 |                 |
| 2010 | Caller ID                           | Blake                  |                 |
| 2010 | Mooz-Lum                            | Hassan Mahdi           |                 |
| 2010 | Better Mus' Come                    | Primer Ministro        |                 |
| 2011 | The Son of No One                   | Hanky                  |                 |
| 2011 | CornerStore                         | Earl                   |                 |
| 2011 | Abduction                           | Sr. Miles              |                 |
| 2011 | Lost Revolution                     | Cesar                  |                 |
| 2012 | In the Hive                         | Paris                  |                 |
| 2013 | Water & Power                       | Turnvill               |                 |
| 2013 | They Die by Dawn                    | Jourdon Anderson       |                 |
| 2015 | Dope                                | Austin Jacoby          |                 |
| 2015 | Dutch Book                          | Cornelius Parks        |                 |
| 2015 | But Not for Me                      | Raymond Little         |                 |
| 2015 | Supermodel                          | Max                    |                 |
| 2015 | Chi-Raq                             | Vendedor               |                 |
| 2016 | The Birth of a Nation               | Isaiah                 |                 |
| 2016 | Dirty                               | Detective Berg         |                 |
| 2016 | Why Lie? Beer, Woman, Chicken Wings | Dubs Miguel            |                 |
| 2017 | Bitch                               | Steven Sheriff         |                 |
| 2017 | The Queen of Hollywood Blvd         | Duke                   |                 |
| 2017 | The Clapper                         | Dr. Rogers B. Hay      |                 |
| 2017 | Rodney King                         | Rodney King            |                 |
| 2017 | Dr. Brinks & Dr. Brinks             | Paul Sydney            |                 |
| 2017 | Marshall                            | Walter White           |                 |
| 2018 | The Choir Director                  | Jonathan Smith         |                 |
| 2018 | No More Mr Nice Guy                 | El Gato                |                 |
| 2018 | The Other Side                      | Martin                 |                 |
| 2018 | Burning Shadow                      | Sr. Jones              |                 |
| 2018 | I'll See You Around                 | Michael Gomez          |                 |
| 2018 | Behind the Movement                 | Esposo de Rosa         |                 |